# Sunshine Coast (Britská Kolumbie)

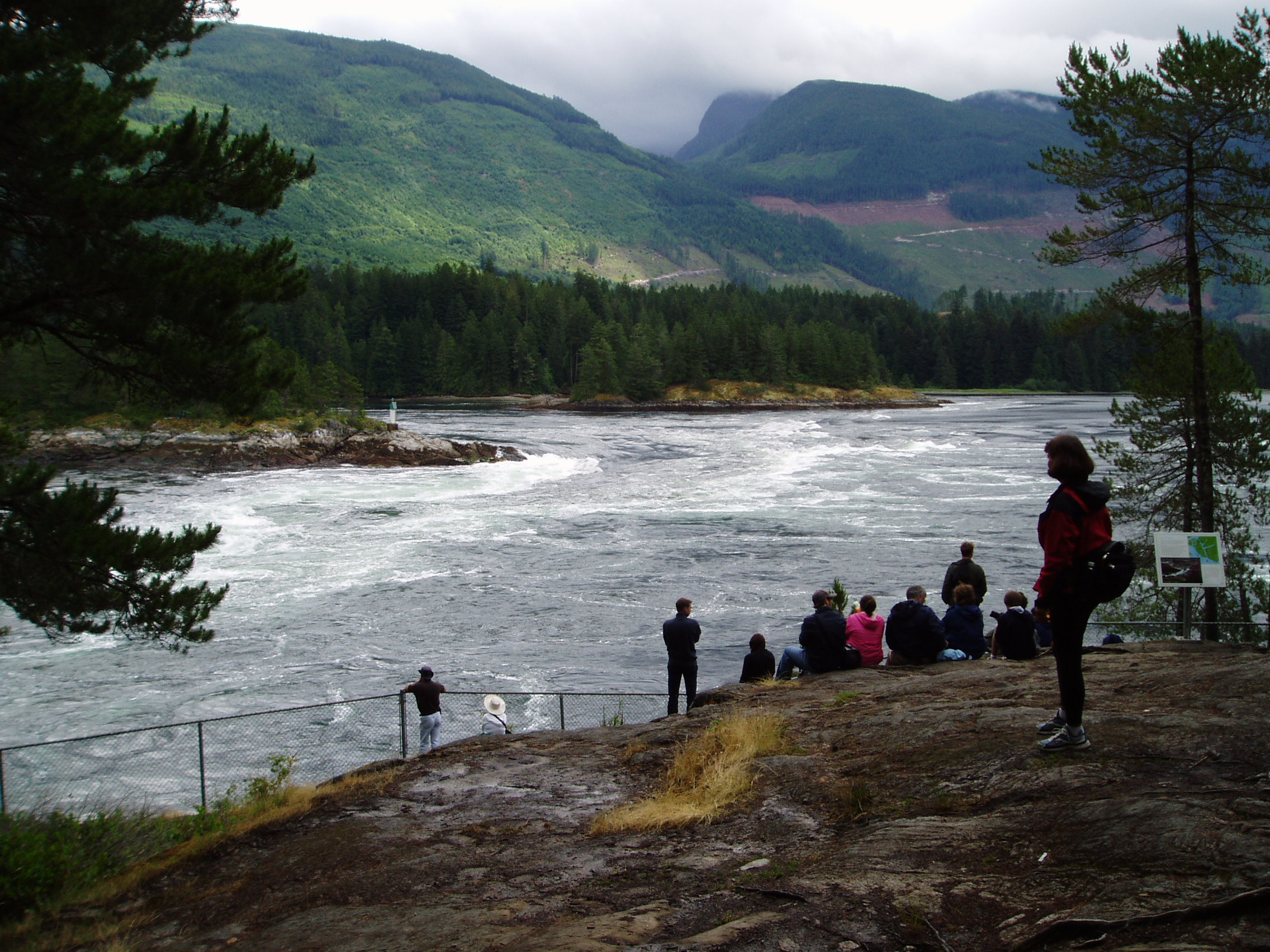
Úžina Skookumchuck Narrows během silného odlivu

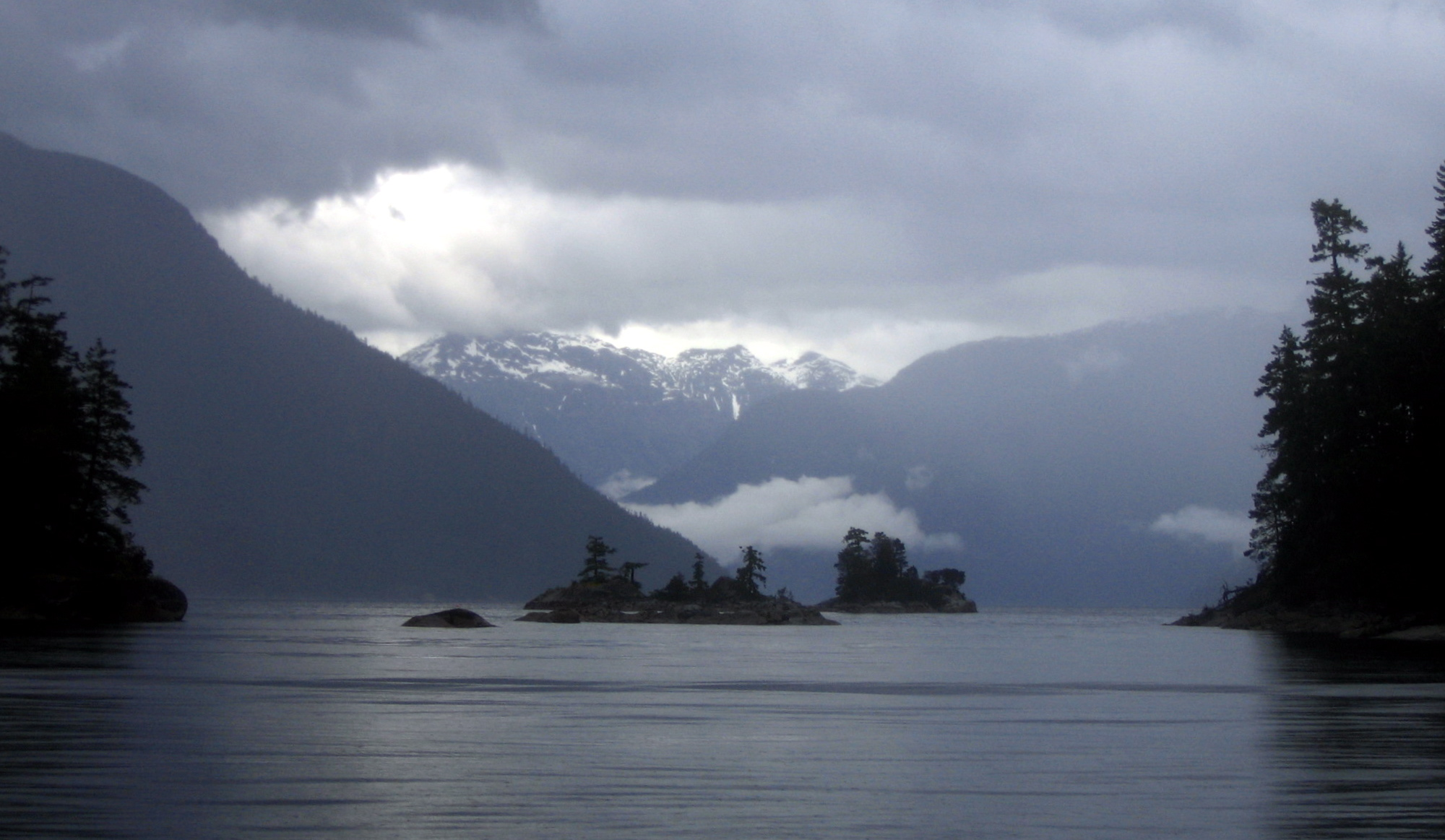
Fjord Desolation Sound má jedny z nejstrmějších svahů v Severní Americe

Sunshine Coast je oblast na jižním pobřeží Britské Kolumbie. Leží na východním břehu úžiny Strait of Georgia, severozápadně od regionálního okresu Metro Vancouver. Zahrnuje v sobě pobřežní oblasti regionálního okresu Sunshine Coast.
I když je oblast osídlená a často navštěvovaná turisty, pro motorová vozidla je oblast Sunshine Coast dostupná jen s využitím trajektů. Z důvodu strmého a nepřístupného terénu nemá oblast vybudovanou síť cest, jež by ji spojovala se zbytkem provincie. Oblast v okolí řeky Powell leží na pevnině a po zemi není přístupná, se občas označuje za součást Sunshine Coast, zatímco většina lidí používá toto označení jen pro poloostrov Sechelt.
Mezi hlavní sídla na poloostrově patří Gibsons ležící u terminálu společnosti BC Ferries v Langdale, jenž slouží pro plavidla a trajekty z Vancouveru, dále Roberts Creek, Sechelt (středisko obchodu v oblasti), Halfmoon Bay, Secret Cove a Pender Harbour (na jeho pobřeží stojí luxusní domy bohatých a slavných lidí z celého světa). Na severním konci poloostrova, ve městě Earl's Cove má kotviště trajekt, jehož trasa směřuje dál do řeky Powell. Earl's Cove se nachází v blízkosti úžiny Skookumchuck Narrows, kde přes největší přílivové námořní peřeje na světě prochází přílivový proud z úžiny Sechelt Inlet. Populární destinací v oblasti je fjord Desolation Sound ležící za koncem dálnice BC Highway 101. Dálnice končí v blízkosti města Lund.